# Robert Sparks
Robert Sparks est un producteur, scénariste et réalisateur américain né le 4 février 1898 à Peebles, comté d'Adams (États-Unis), mort le 22 juillet 1963.

## Filmographie

### comme producteur
- 1938 : Blondie
- 1939 : Blondie Meets the Boss
- 1939 : Blondie Takes a Vacation
- 1939 : Beware Spooks!
- 1939 : Blondie Brings Up Baby
- 1940 : Blondie on a Budget
- 1940 : Blondie Has Servant Trouble
- 1940 : Blondie Plays Cupid
- 1941 : Blondie Goes Latin
- 1941 : Blondie in Society
- 1941 : Tillie the Toiler
- 1941 : Go West, Young Lady
- 1942 : Blondie Goes to College (en)
- 1942 : Ferme ta grande gueule! (en) (Shut My Big Mouth) de Charles Barton
- 1942 : Blondie's Blessed Event
- 1942 : Meet the Stewarts
- 1942 : Blondie for Victory
- 1942 : The Daring Young Man
- 1947 : Honeymoon
- 1947 : La Griffe du passé (Out of the Past)
- 1948 : La Cité de la peur (Station West)
- 1949 : La Vie facile (Easy Living)
- 1949 : A Dangerous Profession (en)
- 1950 : La Femme aux maléfices (Born to Be Bad) de Nicholas Ray
- 1950 : Walk Softly, Stranger
- 1951 : Mon passé défendu (My Forbidden Past)
- 1951 : Fini de rire (His kind of woman)
- 1952 : Scandale à Las Vegas (The Las Vegas Story)
- 1953 : Commérages (Affair with a Stranger)
- 1954 : Belle mais dangereuse (She Couldn't Say No)
- 1955 : Le Fils de Sinbad (Son of Sinbad)
- 1957 : Bachelor Father (série télévisée)
- 1961 : Shannon (série télévisée)
- 1963 : Les Voyages de Jaimie McPheeters ("The Travels of Jaimie McPheeters") (série télévisée)

### comme scénariste
- 1932 : Si j'avais un million (If I Had a Million)
- 1933 : Cradle Song

### comme réalisateur
- 1941 : Blondie Goes Latin